# Muscisaxicola maculirostris
La dormilona chica  (Muscisaxicola maculirostris), también denominada dormilona piquipinta (en Ecuador y Colombia) o atrapamoscas piquimanchado (en Colombia), es una especie de ave paseriforme de la familia Tyrannidae perteneciente al numeroso género Muscisaxicola. Es nativa del oeste de América del Sur.

## Distribución y hábitat
Se distribuye ampliamente a lo largo de la cordillera de los Andes —pero no se restringe únicamente a las montañas— aisladamente en el centro norte de Colombia y en Ecuador y desde el norte de Perú, por el oeste de Bolivia, hasta el sur de Argentina y Chile. Las poblaciones del sur de Chile y Argentina migran hacia el norte en los inviernos australes, después de la reproducción.
Esta especie es considerada poco común en sus hábitats naturales: los lugares abiertos estériles, las quebradas, las laderas rocosas y las áreas con cultivos dispersos de los Andes. Prefiere regiones áridas, mayormente en altitudes entre 2400 y 4000 m, más bajo desde el sur de Perú al sur. Ocasionalmente pueden bajar hasta el nivel del mar, como en el litoral de Chile, en la temporada no reproductiva.

## Descripción
Mide entre 14 y 15 cm de longitud. El dorso es gris marrón, cabeza y grupa ligeramente más oscuras; el espacio alrededor de los ojos blanco; el pico amarillo en la parte inferior y negruzco en la superior. Las alas con dos franjas ante o canela en las plumas de vuelo. El pecho y vientre son de color ante, blancuzco, grisáceo o con matices canela, según la subespecie. La cola es negra con plumas periféricas blancas.

## Comportamiento
Generalmente busca alimento solitario o en pareja, a veces en pequeños grupos. Se alimenta de insectos. Los machos hacen una exhibición para atraer a las hembras, aleteando rápidamente para volar hacia arriba, frenando con las alas y la cola abiertas y luego cayendo en picada. Anida en arbustos bajos en laderas de las colinas o en huecos o depresiones entre las piedras.

## Sistemática

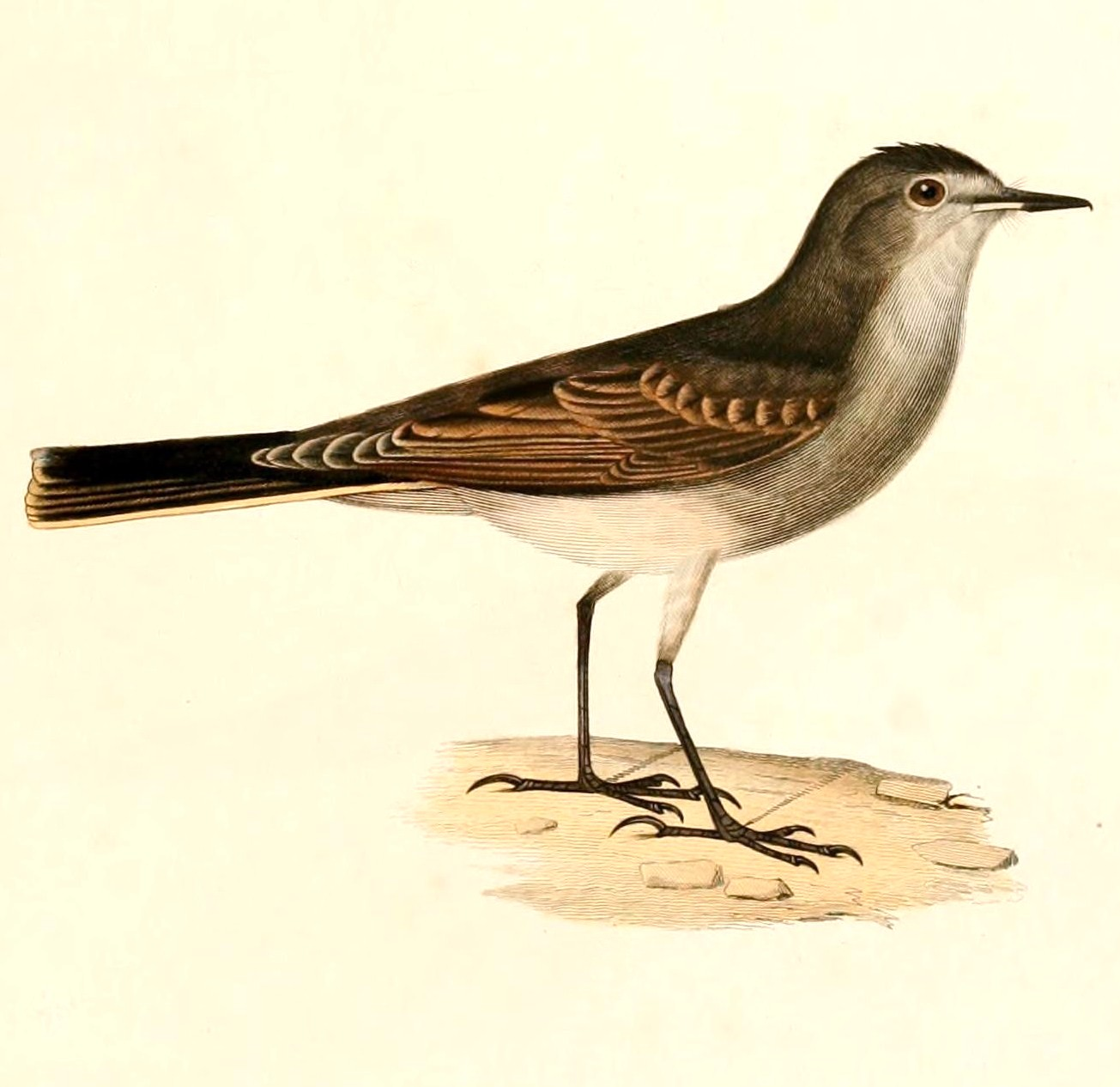
Muscisaxicola maculirostris, ilustración en d'Orbigny Voyage dans l'Amérique méridionale, 1847.

### Descripción original
La especie M. maculirostris fue descrita por primera vez por los naturalistas franceses Alcide d'Orbigny y Frédéric de Lafresnaye en 1837 bajo el mismo nombre científico; su localidad tipo es: «La Paz, Bolivia».

### Etimología
El nombre genérico masculino «Muscisaxicola» es una combinación de los géneros Muscicapa y Saxicola, ambos del Viejo Mundo; y el nombre de la especie «maculirostris», se compone de las palabras del latín «macula» que significa ‘mancha’, y «rostris» que significa ‘pico’.

### Taxonomía
Un estudio del ADN mitocondrial de Chesser (2000) ya demostraba que las especies menores del género (la entonces denominada Muscisaxicola fluviatilis y la presente) eran divergentes del resto del género, consistente con la secuencia linear tradicional. Sin embargo, estudios recientes demostraron que las dos especies no están cercanamente relacionadas entre sí.

### Subespecies
Según las clasificaciones del Congreso Ornitológico Internacional (IOC) y Clements Checklist/eBird se reconocen tres subespecies, con su correspondiente distribución geográfica:
- Muscisaxicola maculirostris niceforoi J.T. Zimmer, 1947 – parte norte de los Andes orientales de Colombia (Boyacá, Cundinamarca).
- Muscisaxicola maculirostris rufescens Berlepsch & Stolzmann, 1896 – Ecuador (Pichincha al sur hasta Chimborazo).
- Muscisaxicola maculirostris maculirostris d'Orbigny & Lafresnaye, 1837 – Perú (al sur desde Cajamarca), Bolivia, Chile (al sur hasta Magallanes) y oeste de Argentina (Jujuy al sur hasta Santa Cruz); las poblaciones sureñas migran hacia el norte.